# Фінал кубка Англії з футболу 1883
Фінал кубка Англії з футболу 1883 — 12-й фінал найстарішого футбольного кубка у світі. Учасниками фіналу були «Блекберн Олімпік» і «Олд Ітоніанс». Володарем кубкового трофею став «Блекберн Олімпік».

## Шлях до фіналу
| «Блекберн Олімпік» | «Блекберн Олімпік» | «Блекберн Олімпік» | Раунд           | «Олд Ітоніанс»  | «Олд Ітоніанс» | «Олд Ітоніанс»          |
| ------------------ | ------------------ | ------------------ | --------------- | --------------- | -------------- | ----------------------- |
| Суперник           | Результат          | Матчі              |                 | Суперник        | Результат      | Матчі                   |
| «Аккрінгтон»       | 6—3                | 6—3                | Перший раунд    | «Олд Форестерс» | 4—2            | 1—1, 3—1 (перегравання) |
| «Ловер Дарвен»     | 8—1                | 8—1                | Другий раунд    | «Брентвуд»      | 2—1            | 2—1                     |
| «Дарвен Рамблерс»  | 8—0                | 8—0                | Третій раунд    | «Рочестер»      | 7—0            | 7—0                     |
| «Чарч»             | 2—0                | 2—0                | Четвертий раунд | «Свіфтс»        | 2—0            | 2—0                     |
| «Друїдс»           | 4—1                | 4—1                | П'ятий раунд    | «Гендон»        | 4—2            | 4—2                     |
| «Олд Картузіанс»   | 4—1                | 4—1                | 1/2 фіналу      | «Ноттс Каунті»  | 2—1            | 2—1                     |

## Матч
| 31 березня 1883 |

| Блекберн Олімпік       | 2:1 дч   | Олд Ітоніанс |
| ---------------------- | -------- | ------------ |
| Метьюс 65' Костлі 108' | Протокол | Гудгарт 30'  |

| Кеннінгтон Овал, Лондон Глядачів: 8 000 Арбітр: Чарльз Крамп |

|  |  |

|    |  |                   |  |
|    |  |                   |  |
| В  |  | Томас Гекінг      |  |
| З  |  | Джиммі Вард       |  |
| З  |  | Альберт Варбартон |  |
| ПЗ |  | Томас Гібсон      |  |
| ПЗ |  | Вільям Астлі      |  |
| ПЗ |  | Джек Гартон       |  |
| Н  |  | Томас Дьюгерст    |  |
| Н  |  | Альфред Метьюс    |  |
| Н  |  | Джордж Вілсон     |  |
| Н  |  | Джеймс Костлі     |  |
| Н  |  | Джек Єйтс         |  |

|    |  |                     |  |
|    |  |                     |  |
| В  |  | Джон Роулінсон      |  |
| З  |  | Томас Френч         |  |
| З  |  | Персі де Паравічіні |  |
| ПЗ |  | Артур Кіннерд       |  |
| ПЗ |  | Чарльз Фоулі        |  |
| Н  |  | Артур Данн          |  |
| Н  |  | Герберт Бейнбрідж   |  |
| Н  |  | Джон Шевальє        |  |
| Н  |  | Вільям Андерсон     |  |
| Н  |  | Гаррі Гудгарт       |  |
| Н  |  | Реджиналд Маколі    |  |